# Tahitski zovoj
Tahitski zovoj (lat. Pseudobulweria rostrata) je morska ptica roda Pseudobulweria iz porodice zovoja. Duga je 39 cm, a teška je 410-520 grama. Ima raspon krila 84 cm. Ima dvije podvrste: Pseudobulweria rostrata trouessarti i Pseudobulweria rostrata rostrata. Prije se podvrstom smatrala i Beckova burnica. Nosila je latinski naziv Pseudobulweria rostrata becki. Tamnosmeđe je boje.

## Staništa, populacija i gniježdenje
Živi u Američkoj Samoi, Australiji, Fidžiju, Francuskoj Polineziji, Meksiku, Novoj Kaledoniji, Novom Zelandu, Salomonovim otocima, Tongi, Vanuatuu i možda na Kukovim Otocima. Staništa su joj tropske i suptropske šume. Ovoj vrsti je smanjen rizik za izumiranje jer je nastanjena na velikom broju otoka. Populaciju joj ugrožavaju neki grabežljivi sisavci kao što su crni štakor, divlja svinja i divlja mačka. Sezona gniježdenja kod ovih ptica je između ožujka i srpnja. Gnijezde se u kolonijama koje se prostiru na nekoliko kvadratnih kilometara. Jaja polažu u jazbine. Okvirna populacija ove vrste je 20 000 jedinki.

## Vanjske poveznice
|  | Zajednički poslužitelj ima još gradiva o temi Pseudobulweria rostrata |
|  | Wikivrste imaju podatke o taksonu Pseudobulweria rostrata             |